# Сунь Цзянь
Сунь Цзянь (кит. трад. 孫堅, упр. 孙坚, пиньинь Sūn Jiān; 155 — 191 взрослое имя Вэньтай (кит. трад. 文臺) — полководец эпохи Троецарствия, который вместе с Юань Шао и Цао Цао противостоял тираническим устремлениям могущественного Дун Чжо.

## Биография
Сунь Цзянь родился в уезде Фучунь округа Уцзюнь (吳郡). Считается, что он был потомком знаменитого стратега Сунь-цзы, но документальных подтверждений этому нет. Судя по всему, его семья не играла при династии Хань значительной роли — не сохранилось даже имени отца Сунь Цзяня, хотя народная традиция и говорит, что его звали Сунь Чжун.
По достижении шестнадцатилетнего возраста Сунь Цзянь отправился с отцом в Цяньтан (на территории современного Ханчжоу), и по пути разогнал банду разбойников, что сделало его имя широко известным.
В 184 году началось восстание Жёлтых повязок под руководством Чжан Цзяо. Сунь Цзянь присоединился к войскам генерала Чжу Цзюня, подавлявшим восстания в области Юйчжоу (юг современной провинции Хэнань и север современной провинции Аньхой). Солдаты дрались храбро и загнали повстанцев в город Ваньчэн. Сунь Цзянь ринулся вперёд, и первым взобрался на городскую стену. Увлечённые его порывом войска взяли город и разбили мятежников.
Примерно в это время Бянь Чжан и Хань Суй сговорились с племенами цянов и подняли восстание в области Лянчжоу (запад современной провинции Ганьсу). После того, как Дун Чжо не смог с ним справиться, центральное правительство отправило на его подавление министра Чжан Вэня, который взял с собой Сунь Цзяня в качестве советника. Когда Чжан Вэнь вызвал Дун Чжо в свою ставку в Чанъане, то Дун Чжо промедлил, а когда наконец явился — вёл себя неуважительно. Сунь Цзянь посоветовал Чжан Вэню казнить Дун Чжо, но тот не решился это сделать, так как Дун Чжо пользовался большой популярностью в западных регионах страны.
Узнав о прибытии большой армии, повстанцы предпочли сдаться. Однако когда Чжан Вэнь и прочие вернулись в столицу — город Лоян, то при дворе решили, что раз армия не вступала в битву с врагом, то и почестей ей оказывать не следует. Тем временем в районе Чанша вспыхнуло ещё одно восстание, и повстанцы осадили город. Сунь Цзянь был поставлен во главе Чанша, и сумел справиться с восстанием всего за месяц. Восстание сумело за это время распространиться на соседние Линлин и Гуйян, но Сунь Цзянь сумел подавить его и там, удостоившись за это титула «Учэнского хоу» (烏程侯).
В 189 году скончался император Лин-ди, и Хэ Цзинь — брат вдовствующей наложницы Хэ — узнав, что его намерен убить влиятельный евнух Цзянь Шо, превентивно провозгласил императором 13-летнего императорского сына Лю Бяня, что сразу сделало его, как дядю императора, могущественной фигурой при дворе. Осенью Хэ Цзинь решил разделаться с влиятельными дворцовыми евнухами, и пригласил Дун Чжо с войсками прибыть в столицу. Когда Дун Чжо с войсками приблизился к столице, то вдовствующая императрица Хэ вынудила влиятельных евнухов покинуть дворец и вернуться в свои удельные владения, однако позднее Чжан Жан уговорил императрицу вернуть их ко двору. Евнухи узнали, что Хэ Цзинь планировал избавиться от них, и убили его. Союзники Хэ Цзиня, возглавляемые Юань Шао, окружили дворец, и тогда евнухи, взяв заложниками вдовствующую императрицу Хэ, молодого императора и его младшего брата Лю Се, бежали. Тем временем Юань Шао устроил резню оставшихся евнухов.
Через два дня сбежавшие из дворца евнухи, преследуемые по пятам, отпустили заложников и покончили жизнь самоубийством, утопившись в Хуанхэ. Когда преследовавшие евнухов Лу Чжи и Минь Гун возвращались с императором и его родственниками во дворец, они были перехвачены войсками Дун Чжо. Император выглядел нервным и испуганным, в то время как его младший брат оставался спокойным и собранным, и приказал Дун Чжо отвести их обратно во дворец. Дун Чжо воспользовался возможностью для захвата власти и ввёл в столицу свою армию. Юань Шао и Цао Цао видя, что не могут противостоять опытным войскам, бежали из столицы. После этого Дун Чжо сместил императора, понизив его в титуле до Хуннунского князя, и возвёл на трон его младшего брата Лю Се, получившего тронное имя Сянь-ди.
Весной 190 года ряд провинциальных губернаторов и военачальников сформировали коалицию против Дун Чжо, заявляя, что он узурпировал трон и держит императора фактически в заложниках. В Китае началась гражданская война, приведшая к крушению империи Хань. Сунь Цзянь примкнул к коалиции и также собрал десятитысячную армию, и присоединился в районе Лояна к Юань Шу, который сделал Сунь Цзяня губернатором области Юйчжоу. Тем временем Дун Чжо, предупреждённый о планах коалиции, перенёс столицу на запад в Чанъань, забрав с собой императора. Пока коалиция строила планы, Сунь Цзянь пошёл на рассчитанный риск и атаковал Дун Чжо возле Лояна. Одержав ряд побед над его войсками, Сунь Цзянь вынудил Дун Чжо отступить в Чанъань, и Лоян перешёл под контроль коалиции.
В 191 году Юань Шу отправил Сунь Цзяня атаковать Лю Бяо в области Цзинчжоу (территория современных провинций Хубэй и Хунань). Сунь Цзянь разгромил войска, которыми командовал подчинённый Лю Бяо — Хуан Цзу, и преследовал их до Сянъяна, однако попал в засаду и был убит стрелой.
После смерти Сунь Цзяня остались пять его сыновей — Сунь Цэ, Сунь Цюань, Сунь Куан, Сунь И и Сунь Лан. У Сунь Цзяня была ещё и дочь, настоящее имя которой в истории не сохранилось, однако в источниках принято называть её «Шансян». Она была женой первого императора царства Шу — Лю Бэя.

## Образ в искусстве
Сунь Цзянь выведен Ло Гуаньчжуном в романе «Троецарствие». Он также фигурирует в видеоиграх цикла «Dynasty Warriors» и Warriors Orochi.